# 鈴木一成
鈴木一成（すずき かずなり、1965年3月1日 - ）は、日本の俳優。かつてはオレガに所属していた。

## 出演

### テレビドラマ
- 土曜ワイド劇場「おとり捜査官・北見志穂8・9」（テレビ朝日）
- 最強のオンナ（毎日放送）

### 映画
- オチキ（2012年）
- 野良猫とパパ活（2020年）

## 人物
- 特技は殺陣。
- チェーンスモーカーである。